# Blod på guldet, Charlie
Blod på guldet, Charlie (originaltitel Come Home Charlie and Face Them) är en brittisk miniserie som sändes 1990. Serien sändes i SVT2 februari – mars 1991. Blod på guldet, Charlie handlar om den bankanställde Charlie Pritchard som av övertalas att råna den bank han jobbar på.